# Simulium silvestre
Simulium silvestre är en tvåvingeart som först beskrevs av Rubtsov 1956.  Simulium silvestre ingår i släktet Simulium och familjen knott. Arten är reproducerande i Sverige. Inga underarter finns listade i Catalogue of Life.